# محمد الحبشي
محمد الحبشي (1939 – 2013) هو ممثل مغربي، يعتبر من جيل الرواد في السينما المغربية على مستوى التمثيل، حيث شارك في الإنتاجات السينمائية خلال بداية نهضة هذه السينما في بداية الثمانينات في وقت كان المغرب يشهد إنتاج فيلم واحد سنويا، كما شارك في مسرحيات إلى جانب الطيب الصديقي ومسلسلات تلفزيونية.
من أهم الأعمال التي شارك فيها دور البطولة في فيلم حلاق درب الفقراء لمحمد الركاب، والسراب لأحمد البوعناني.

## النشأة
وُلد الحبشي سنة 1939 في الحي الشعبي درب السلطان بالدار البيضاء، وسط أسرة بسيطة تعود في أصولها إلى منطقة أولاد حريز.
تابع دراسته الابتدائية بالمدرسة المحمدية والثانوية بمعهد الأزهر بمسقط رأسه، لكن سرعان ما جذبه فن التشخيص فتوقف مبكرًا عن متابعة الدراسة.

## مسيرته الفنية
انطلقت تجربة محمد الحبشي في التمثيل المسرحي منذ منتصف الخمسينيات من القرن الماضي، في إطار الفرق المسرحية الهاوية بدرب السلطان، قبل التحاقه بمدرسة التمثيل للأبحاث المسرحية بالرباط سنة 1958 بعد اجتيازه لمباراة نظمتها وزارة الشباب والرياضة. وقد تلقى فيه دروسًا نظرية وعملية أكاديمية لمدة ثلاث سنوات على يد أساتذة كبار كأندري فوازان، وعبد الصمد الكنفاوي، وأحمد الطيب لعلج، والطاهر واعزيز وغيرهم.
وأول وقوف له أمام كاميرا السينما كان سنة 1959، إلى جانب زميله الممثل عبد الرحيم إسحاق في الفيلم القصير بوخو النجار من إخراج أب السينما المغربية محمد عصفور.
بعد تخرجه من معهد الرباط سنة 1961، شارك الحبشي مع فرقة البدوي في بعض مسرحياتها قبل أن يلتحق بفرقة المعمورة الذائعة الصيت خلال الفترة ما بين 1966 و1976، ويتألق في العديد من مسرحياتها الناجحة، إلا أن عمر هذه الفرقة الوطنية لم يكن طويلا اذ سرعان ما تشتت أعضاؤها بعد عقد من العمل الدؤوب، فاستقدمه رائد المسرح المغربي الطيب الصديقي إلى فرقته بالمسرح البلدي للدار البيضاء حيث شخص أدوارا مختلفة في جل مسرحياته.
ويعتبر الدور الصغير الذي قام به الحبشي كممثل محترف في فيلم لورنس العرب سنة 1962، الذي صوره المخرج الإنجليزي ديفيد لين، أول دور حقيقي له في السينما العالمية.
شكّل المسلسل الكوميدي  لاباس والو باس الذي عُرض سنة 2007، آخر ظهور لمحمد الحبشي على التلفزيون.

## أعماله

### أفلام
- 1962: لورنس العرب
- 1976: رماد الزريبة
- 1977: عرس الدم
- 1979: السراب
- 1980: تاغونجة
- 1981: 44 أو أسطورة الليل
- 1982: حلاق درب الفقراء
- 1983: بامو

### مسلسلات
- 2007: لاباس والو باس

## جوائز
- جائزة أفضل دور رجالي عن دوره في فيلم السراب.

## وفاته
توفي محمد الحبشي يوم الخميس 21 نوفمبر 2013 بمدينة الدار البيضاء، بعد معاناة مع مرض عضال ألمّ به. ونعاه الائتلاف المغربي للثقافة والفنون، معبرًا عن أن المغرب فقد أحد الأباء المؤسسين للسينما المغربية، وأحد رواد فن التمثيل السينمائي والمسرحي.

## روابط خارجية
- محمد الحبشي على موقع IMDb (الإنجليزية)
- محمد الحبشي على موقع قاعدة بيانات الأفلام العربية
- محمد الحبشي على موقع ألو سيني (الفرنسية)
- محمد الحبشي على موقع قاعدة بيانات الفيلم (الإنجليزية)